# Баџер Ли (Оклахома)
Баџер Ли (енгл. Badger Lee) насељено је место без административног статуса у америчкој савезној држави Оклахома.

## Демографија
По попису из 2010. године број становника је 76.
| Група             | 2000.    | 2010.      |
| Белци             | 0 (0,0%) | 44 (57,9%) |
| Афроамериканци    | 0 (0,0%) | 8 (10,5%)  |
| Азијати           | 0 (0,0%) | 0 (0,0%)   |
| Хиспаноамериканци | 0 (0,0%) | 5 (6,6%)   |
| Укупно            | 0        | 76         |